# Rokytnice (kraj zliński)
Rokytnice – gmina w Czechach, w powiecie Zlín, w kraju zlińskim. Według danych z dnia 1 stycznia 2012 liczyła 579 mieszkańców.
Gmina składa się z dwóch części:
- Rokytnice
- Kochavec

Zobacz też:
- Rokytnice